# Girolamo della Porta
Girolamo della Porta (ur. 14 listopada 1746 w Gubbio, zm. 5 września 1812 we Florencji), włoski duchowny katolicki, urzędnik Państwa Kościelnego, kardynał.
Pochodził z rodziny arystokratycznej, był synem Gianmariego i Anny Stelluti. Kształcił się w Gubbio, potem w Rzymie, gdzie w Collegio Nazareno uzyskał w 1771 doktorat obojga praw. Po święceniach kapłańskich pracował w administracji Państwa Kościelnego, był m.in. gubernatorem Fermo i prefektem Ankony. Był też od maja 1771 referendarzem trybunału Sygnatury Apostolskiej. W 1773 zajmował się wykonaniem dekretu papieża Klemensa XIV w sprawie kasaty jezuitów, kierował zajęciem Collegio Maronita. Od 1779 był kanonikiem bazyliki watykańskiej. W lutym 1794 został skarbnikiem generalnym Komnaty Apostolskiej.
23 lutego 1801 został wyniesiony przez Piusa VII do godności kardynalskiej; otrzymał tytuł prezbitera Santa Maria in Via (od 1802 San Pietro in Vincoli). W 1808 został kamerlingiem kolegium kardynalskiego, pełnił też nadal wysokie funkcje w administracji Watykanu. 1 stycznia 1810, mimo choroby, został zmuszony przez władze francuskie do opuszczenia Rzymu. Zmarł 5 września 1812 we Florencji, został pochowany w tamtejszym kościele kolegiackim Santa Maria del Carmine.